# Orimarga tinguana
Orimarga tinguana là một loài ruồi trong họ Limoniidae. Chúng phân bố ở vùng Tân nhiệt đới.